# Durnești
Durnești is een Roemeense gemeente in het district Botoșani.
Durnești telt 4158 inwoners.